# Врв
Врв (буг. Връв) је село на северозападу Бугарске у општини Брегово у Видинској области. Према подацима пописа из 2021. године село је имало 236 становника.
Село се налази на десној обали Дунава и најсеверније је насеље у Бугарској. Прво је бугарско пристаниште у току Дунава. Од Брегова је удаљено 12 километара, а најближа насеља су Ново Село и Куделин.

## Историја
Најстарији трагови насељености око Врва потичу из периода бронзаног доба. Око 1. века, када је територија данашње Бугарске била део Римског царства, римске легије су биле стациониране код Брегова и Врва штитећи границу царства он напада народа са севера. У ту сврху била је подигнута мала тврђава са насељем која се звала Дортикум (Dorticum). Био је битно место производње и трговине керамичког посуђа. Дортикум је био пустошен од стране разних народа (Дачани, Готи, Хуни, Словени и Авари), али су га Римљани више пута обнављали. Опадањем моћи Римског царства, насеље престаје да постоји.. Остаци Дортикума се данас налазе западно од села Врв, близу локалног пута од Врва ка Брегову.

## Демографија
Према подацима пописа из 2021. године село је имало 236 становника док је према попису из 2011. било 349 становника. Већину становништва чине Бугари.
| Етнички састав према попису из 2011.‍ | Етнички састав према попису из 2011.‍ | Етнички састав према попису из 2011.‍ | Етнички састав према попису из 2011.‍ | Етнички састав према попису из 2011.‍ |
| ------------------------------------ | ------------------------------------ | ------------------------------------ | ------------------------------------ | ------------------------------------ |
|                                      |                                      |                                      |                                      |                                      |
| Бугари                               | Бугари                               |                                      | 340                                  | 97,42%                               |
| Остали                               | Остали                               |                                      | 7                                    | 2,01%                                |
| Нису одговорили                      | Нису одговорили                      |                                      | 2                                    | 0,57%                                |